# Special! Best Mini ~2.5 Maime no Kare~
Albums de Berryz Kōbō
Dai 2 Seichōki
(2005) 3 Natsu Natsu Mini Berryz
(2006)
Singles
1. Gag 100 Kaibun Aishite Kudasai
Sortie : 23 novembre 2005

Special! Best Mini ~2.5 Maime no Kare~ (スッペシャル!ベストミニ ～2.5枚目の彼～, Suppesharu! besuto mini - nī ten go maime no kare) est un mini-album compilation du groupe de J-pop Berryz Kōbō.

## Présentation
L'album sort le 7 décembre 2005 au Japon sur le label Piccolo Town ; il ne sort que trois semaines après le deuxième album du groupe, Dai 2 Seichōki, d'où le "2.5" du titre. Il est écrit, composé et produit par Tsunku, et atteint la 45e place du classement des ventes hebdomadaire de l'Oricon.
C'est un mini-album qui ne contient que six titres : cinq sortis précédemment en singles, et une nouvelle chanson : Arigatō! Tomodachi. La chanson-titre du dernier single d'alors Gag 100 Kaibun Aishite Kudasai n'apparait que sur cet album compilation, et ne paraitra pas sur un album original. L'album sort après le départ de Maiha Ishimura, qui n'est pas créditée bien que chantant sur quatre des singles.

## Formation
Membres créditées sur l'album :
- Saki Shimizu
- Momoko Tsugunaga
- Chinami Tokunaga
- Miyabi Natsuyaki
- Māsa Sudō
- Yurina Kumai
- Risako Sugaya

## Pistes
1. Gag 100 Kaibun Aishite Kudasai (ギャグ100回分愛してください?) (9e single)
2. Arigatō! Tomodachi (ありがとう！おともだち。?) (titre inédit)
3. Special Generation (スッペシャル ジェネレ～ション?) (6e single)
4. 21ji Made no Cinderella (２１時までのシンデレラ?) (8e single)
5. Piriri to Yukō! (ピリリと行こう!?) (3e single)
6. Anata Nashi de wa Ikite Yukenai (あなたなしでは生きてゆけない?) (1er single)